# Арбатецкая улица
Это статья об улице в Таганском районе Москвы. См. также улица Арбат и Муниципальный округ Арбат
Арба́тецкая у́лица (название с XVII века) — тупиковая улица на границе Таганского (чётная сторона) и Даниловского районов Москвы. Начинается от Симоновского Вала у Алёшинских казарм. На планах 1930-х годов простиралась от ныне упразднённой Новодубровской улицы до Крутицкой набережной. Впоследствии выезд на набережную (вдоль Набережных Палат Крутицкого подворья) был застроен гаражами, и улица превратилась в тупик.

## Происхождение названия
Получила название в XVIII веке по имени деревни (слободы) Арба́тец, бывшей в собственности Крутицкого подворья.

## История
История Арбатецкой улицы тесно связана с историей Крутицкого подворья. С ликвидацией подворья в XVIII веке его земли отошли к Военному ведомству, северная сторона улицы была застроена казармами и военными складами. Улица в нынешнем виде сформировалась после пожара 1812 года. И сегодня там — ряд из четырёх деревянных одноэтажных домов XIX века, занимаемых военными хозчастями.
К югу от Арбатецкой улицы существовала сетка переулков: 1-й и 2-й Арбатецкие переулки, Блинин переулок, Подонный переулок. Эти переулки ликвидированы при строительстве типовых жилых домов в 1960-х — 1970-х гг. и расширении Симоновского Вала. Тогда же исчезли Новодубровская улица и параллельная ей Свирская, а Крутицкий Вал стал внутриквартальным проездом.
Вечером 10 июня 2011 года в одном из деревянных домов улицы произошло возгорание, в результате чего дом выгорел практически полностью.

## Примечательные здания и сооружения
По чётной стороне:
- № 2/28 — Крутицкие казармы (1839, архитектор Е. Д. Тюрин)

## Транспорт
- Станции метро «Пролетарская» и «Крестьянская Застава».
- Трамвай 43; автобусы с835, с856, н13 (остановка «Арбатецкая улица»).